# Syrrhopodon tixieri
Syrrhopodon tixieri là một loài rêu trong họ Calymperaceae. Loài này được W.D. Reese mô tả khoa học đầu tiên năm 1995.